# Perama sparsiflora
Perama sparsiflora là một loài thực vật có hoa trong họ Thiến thảo. Loài này được Standl. ex Steyerm & J.H.Kirkbr. mô tả khoa học đầu tiên năm 1977.